# William Bromet
Pas d'image ? Cliquez ici

b Matchs officiels uniquement.
William Ernest Bromet, né le 17 mai 1868 à Tadcaster et mort le 23 janvier 1949 à Winchester, est un joueur de rugby à XV international anglais évoluant au poste d'avant.